# Magdagačinskij rajon
Il Magdagačinskij rajon (in russo Магдагачинский район?) è un rajon dell'Oblast' di Amur, nella Russia asiatica con capoluogo Magdagači.

## Centri abitati
- Magdagači
- Krasnaja Pad'
- Sivaki
- Ušumun
- Gonža
- Kislyj Ključ
- Gudači
- Daktuj
- Aprel'skij
- Pioner
- Sulus
- Tymersol'
- Kuzkecovo
- Tolbuzino
- Tygda
- Novopokrovka
- Čalgany
- Černjaevo
- Kalinovka